# Sigg GR
| GR ist das Kürzel für den Kanton Graubünden in der Schweiz. Es wird verwendet, um Verwechslungen mit anderen Einträgen des Namens Sigg zu vermeiden. |

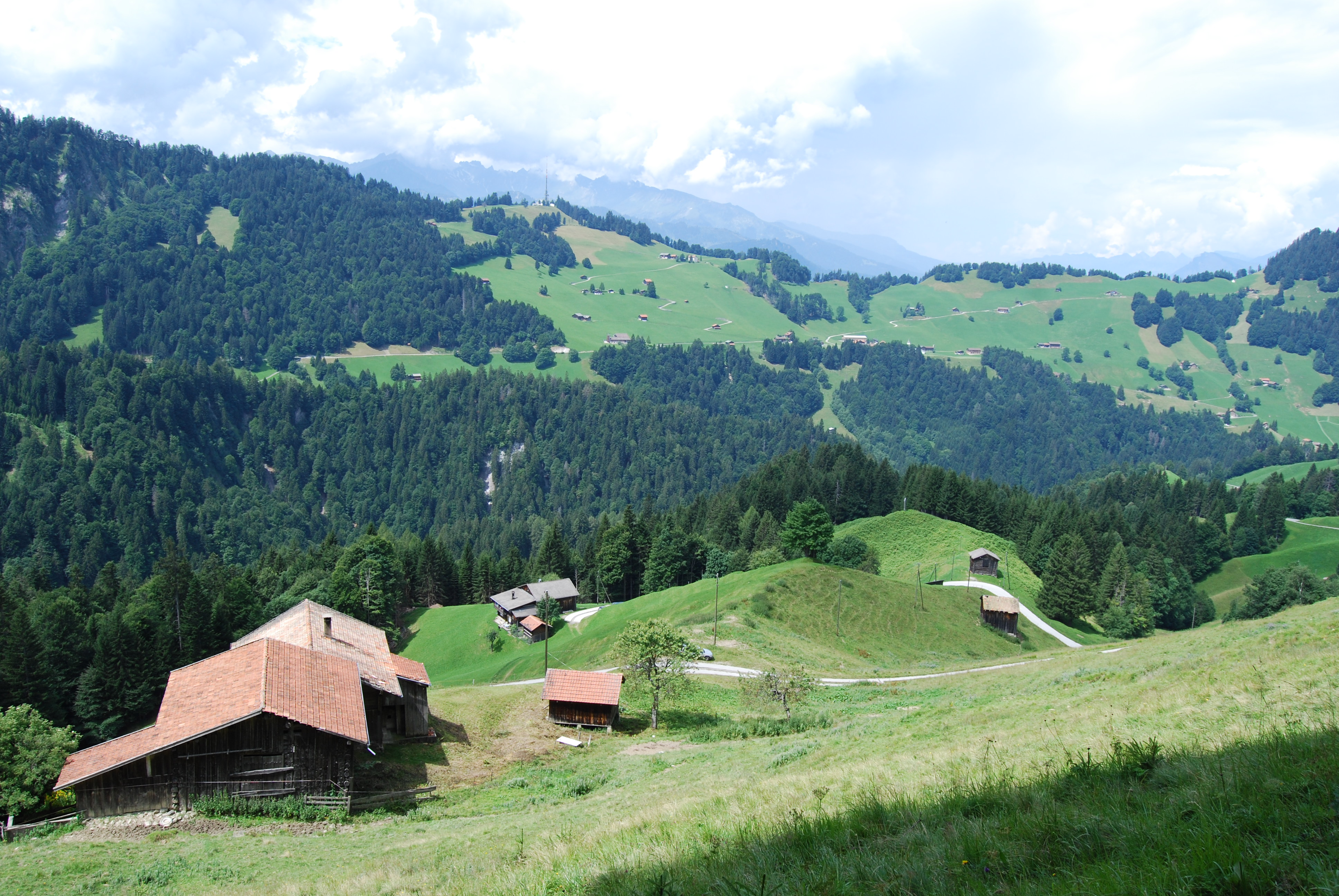
Siedlung Brand, oberhalb von Sigg, mit Blick nach Valzeina

Sigg ist ein Weiler auf der östlichen Seite des Schranggabachtals im bündnerischen Prättigau. Zusammen mit Cavadura bildete er vor 1876 eine Abteilung der Gemeinde Grüsch, wurde dann aber mit den Einzelhöfen in Brand,  Riss, Lochji, auf der Halde und in den Gütern zu Vordervalzeina geschlagen, das sich 1891 mit Hintervalzeina vereinigte, und gelangte 2011 mit Valzeina wieder an Grüsch. Die Ortschaft zählte 1860 insgesamt 39 Einwohner, 1888 noch 32. Von 1954 bis 1971 führte Sigg eine eigene Schule.
Sigg ist erstmals 1516 sicher urkundlich belegt. Die Herkunft des Ortsnamens ist unklar; vorgeschlagen worden ist die Rückführung auf lat. (aquale) exsuctu > rätorom. (aval) sitg ‚ausgetrockneter Wassergraben‘ (entsprechend Falzigg), oder auf Kürzung aus Masigg < *masicca ‚Isländisch Moos‘ (entsprechend Masügg). Die heutige Siedlung geht auf wahrscheinlich von Danusa her eingewanderte Walser zurück.